# Reggie Workman

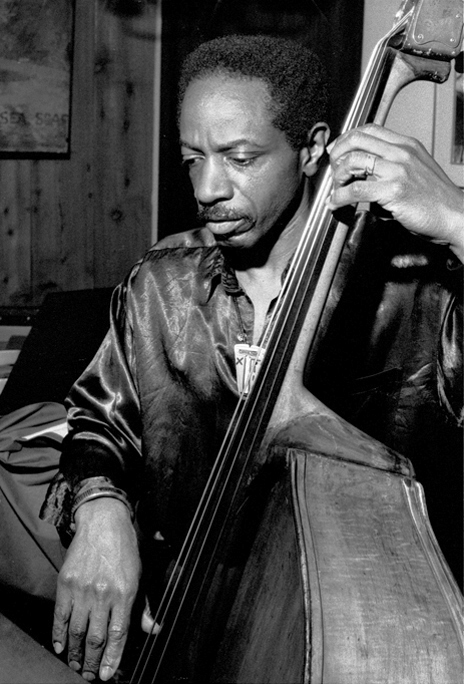
Reggie Workman (1989)

Reginald David Workman (* 26. Juni 1937 in Philadelphia) ist ein US-amerikanischer Jazzbassist und Hochschullehrer.

## Werdegang
Reggie Workman erhielt als Kind Klavierunterricht und lernte auf der High School zunächst Tuba, bevor er sich dem Kontrabass zuwendete. Er spielte zunächst bei Al Grey, dann in Rhythm-&-Blues-Gruppen. Er ging dann nach New York, wo er bei Lee Morgan wirkte. Dann arbeitete er für Jackie McLean, Kenny Dorham, Gigi Gryce (1958/59), Red Garland (1959), Roy Haynes und John Coltrane (Africa/Brass, Evenings at the Village Gate, 1961). Er war dann Mitglied der Band von James Moody, bevor er von 1962 bis 1964 (Free for All) bei den Jazz Messengers von Art Blakey spielte und mit ihnen auch auf Japan- und Europatournee ging. Anschließend war er Mitglied des New York Art Quartet und der Gruppen von Al Heath, Yusef Lateef (1965), Herbie Mann (1966) und Thelonious Monk (1967). Er nahm außerdem mit Musikern wie Eric Dolphy, Elvin Jones, Freddie Hubbard, Wayne Shorter (JuJu, 1964 und Adam’s Apple, 1966), Lee Morgan (Search for the New Land 1964), Bill Dixon, Roy Ayers, Archie Shepp, Andrew Hill, Gary Bartz, Pharoah Sanders (Karma, 1969) oder Bobby Hutcherson auf und schloss sich dem Jazz Composer’s Orchestra an. Zu Beginn der 1970er Jahre absolvierte er ein Universitätsstudium und spielte in den Bands von Alice Coltrane, Charles Tolliver und Max Roach. Anschließend arbeitete er für Babatunde Olatunjis Center for African Cultures.
Seit 1987 ist er Professor an der New School for Social Research. Daneben führte er musikalische Projekte weiter, so „Duet“ mit Dee Dee Bridgewater, „Super Jazz Trio“ mit Tommy Flanagan und Joe Chambers und „Images“ mit Marilyn Crispell, Don Byron, Gerry Hemingway und Jeanne Lee. Unter den Aufnahmen der 1990er Jahre müssen besonders die CDs mit Mal Waldron erwähnt werden, die zum Teil in Europa entstanden.
Er ist festes Mitglied der Formation Trio 3 mit Oliver Lake und Andrew Cyrille, die immer wieder Gastmusiker einladen und CDs veröffentlichen. Darüber hinaus spielte Workman mit Musikern unterschiedlicher Stilrichtungen wie Aki Takase, Marion Brown, Horace Tapscott (Aiee! The Phantom, 1996), Hank Jones, Frank Wess, Edward Vesala, Derek Bailey oder Living Colour. Unter Reggie Workmans Namen erschienen nur wenige Platten. Zu hören ist er u. a. auf Ivo Perelmans Album Embracing the Unknown (2024).
Seine Tochter ist die Cellistin Nioka Workman.

## Auszeichnungen
Im Jahr 2020 erhielt Reggie Workman die NEA Jazz Masters Fellowship der National Endowment for the Arts und damit die höchste Auszeichnung des Jazz in den USA.

## Diskografie (Auswahl)
- Conversation (Denon)
- The Works of Workman (Denon)
- Synthesis (Leo Records, 1986)
- Images (Music & Arts, 1989)
- Live in San Francisco (Music & Arts CD 633)
- Altered Spaces (Leo, 1992)
- Summit Conference (Postcards, 1993)
- Cerebral Caverns (Postcards, 1995)